# Friedrich-Werner Graf von der Schulenburg
Friedrich-Werner Graf von der Schulenburg (ur. 20 listopada 1875 w Kembergu, zm. 10 listopada 1944 w Berlinie) – niemiecki dyplomata. Ambasador Niemiec w Persji (1922–1931), Rumunii (1931–1934) i ZSRR (1934–1941).

## Życiorys
Służbę w dyplomacji rozpoczął w 1901. Był niemieckim arystokratą, a od 1934 roku pełnił funkcję ambasadora Niemiec w Moskwie. Członek NSDAP od 1934. Wierzył, że możliwa jest współpraca Niemiec i ZSRR i za wszelką cenę chciał zapobiec wojnie pomiędzy nimi. We wrześniu 1939, mimo stanu wojny pomiędzy Polską a Niemcami, jako dziekan korpusu dyplomatycznego w Moskwie, pomógł ambasadorowi Polski, Wacławowi Grzybowskiemu i pozostałym członkom polskiego personelu dyplomatycznego, których immunitet dyplomatyczny po agresji ZSRR na Polskę zakwestionowały władze ZSRR, opuścić granice tego państwa.
W czerwcu 1941 roku powrócił do Berlina. Po klęsce pod Stalingradem w styczniu 1943 roku przyłączył się do organizacji antynazistowskiej planującej usunięcie führera. Obiecano mu, że w nowym rządzie obejmie stanowisko ministra spraw zagranicznych. Zamach 20 lipca 1944 roku nie udał się, a Hitler przeprowadził krwawy odwet. Schulenburg został aresztowany i stracony 10 listopada 1944.